# Svarttjärnen (Säfsnäs socken, Dalarna, 666604-141153)
Svarttjärnen är en sjö i Ludvika kommun i Dalarna och ingår i Göta älvs huvudavrinningsområde.